# 真田信之
真田 信之（さなだ のぶゆき）は、戦国時代から江戸時代前期の武将、大名。信濃上田藩の初代藩主、後に信濃松代藩の初代藩主。信幸と表記される場合もある。

## 生涯

### 武田家臣時代
永禄9年（1566年）、武藤喜兵衛（後の真田昌幸）の長男として生まれる。父は三男であったため武田家の親類衆・武藤家を継承していたが、天正3年（1575年）5月21日の長篠の戦いで兄の信綱・昌輝がともに戦死したことから真田姓に復姓して家督を継承した。信幸（信之）は信綱の嫡女である清音院殿を妻に迎えているが、このいとこ同士の婚姻の背景には、昌幸が真田家当主としての正当性を確保する意図があったことが指摘される。昌幸は庶流家ということもあり、永禄10年（1567年）3月頃までの真田信綱の家督相続後に幸綱・信綱宛の文書は、福井藩士となった昌輝子孫に「越前真田家文書」として伝来しており、昌幸は「家伝文書」を相続することができない事情があったと考えられている。なお、婚姻時期も速やかに家督継承を行う為、信綱の戦死から間を開けず、比較的早い段階であったと推測される。ただし、天正3年には信幸もまだ幼年（10歳）であったので、婚約という形をとった可能性が高い。
その後、信幸は武田家の人質として過ごした。『加沢記』に拠れば、天正7年（1579年）に武田勝頼の嫡男・信勝の元服と同時に元服を許され、信玄(諱は晴信)の1字を賜って信幸と名乗ったとされるが、「信」の偏諱は勝頼からとする説もある。初見史料は天正6・7年の『真田氏給人知行地検地帳』で、「若殿様」として名が見られる。
天正10年（1582年）3月に武田家が織田信長の甲州征伐によって滅ぼされると、同じく人質だった母の山手殿と共に上田の父の元へと逃れた。

### 武田滅亡後
信長が本能寺の変（1582年6月）で死去した後に甲斐・信濃の武田遺領を巡る天正壬午の乱が発生した。相模国の北条氏直は織田家臣・滝川一益を神流川の戦いで破ると、真田家は後北条氏に臣従の構えを見せた（このため北条氏は川中島まで侵出し上杉氏と対峙することになる）。この時、上野を放棄して織田領へ逃走する滝川を支援し、途中まで見送ったという。
同じ頃、越後国の上杉景勝が信濃へ進出していたが、信幸は川中島へ度々出陣し上杉領の海津城を撹乱した。だが、やがて徳川家康に臣従した武田遺臣・依田信蕃や叔父の真田信尹らの誘いにより、沼田城を北条方から奪還し、真田家は北条氏と敵対する。信幸は手勢800騎を率い、北条方の富永主膳軍5,000が防衛する手子丸城を僅か一日で奪還し、武功を挙げたという（『加沢記』）。依田信蕃らのゲリラ戦も功を奏し、真田家は北条方を沼田から駆逐することに成功する。
天正12年（1584年）、真田家は信濃小県郡の国人室賀氏と争い、小規模戦闘にて勝利を重ね、和睦に持ち込む。直後に信幸は父・昌幸と共謀して当主・室賀正武を暗殺し、小県郡の同族であった根津昌綱を懐柔し真田氏は小県を支配下に治めた。同年、なおも真田領を狙う北条氏の侵攻に対し、北条氏邦の奇襲を察知した信幸は吾妻仙人窟にてこれを撃退している（『松城通記』）。

### 徳川氏の与力

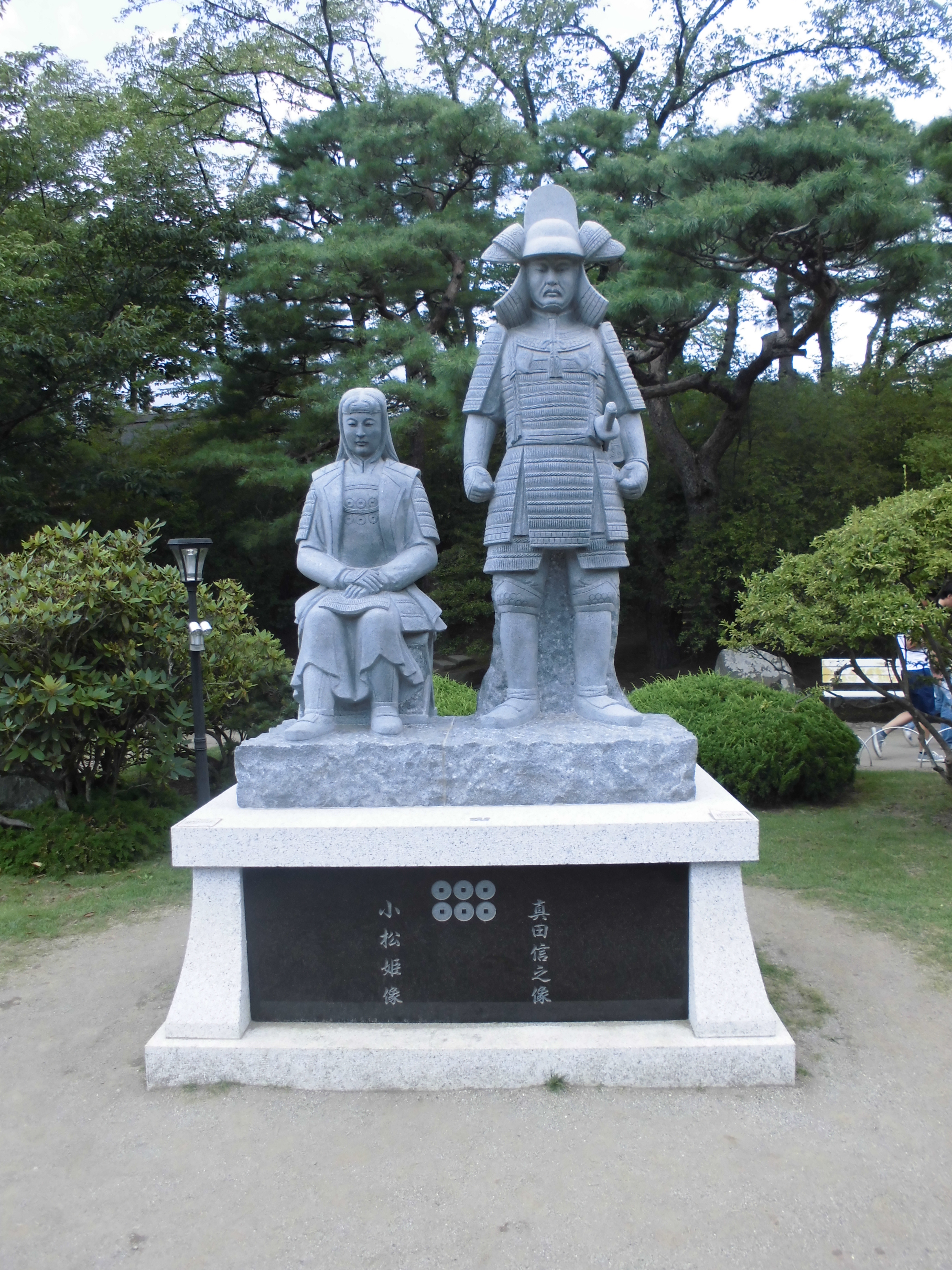
真田信之と小松姫

天正13年（1585年）、徳川・北条同盟による上野沼田領の割譲を巡って真田氏は徳川氏と断交し上杉氏に臣従した。信幸は昌幸に従い、徳川軍と戦った（第一次上田合戦）。信幸は支城の戸石城に兵300余名で着陣した。徳川軍が神川を渡河すると、神川まで出陣して軽く一戦を交えたのち、城に向けて退却し、徳川軍の主力部隊を巧みに奥地に誘き寄せたり、城から撤退してきたところを側面から攻撃するなどして勝利に貢献した。
その後、昌幸は上杉景勝を介して豊臣秀吉に臣従し、天正17年（1589年）には家康とも和睦が成立すると、真田家は徳川氏の与力大名となった。信幸の才能を高く評価した家康は重臣の本多忠勝の娘・小松姫を養女とし、駿府城に信幸を出仕させて娶らせた。
天正18年（1590年）、沼田領割譲問題から発生した小田原征伐で信幸は上野松井田城攻めで戦功をあげ、戦後に沼田領が真田家の所領として確定すると沼田城主となる。
文禄3年（1594年）11月2日には従五位下伊豆守に叙任される（同日、弟・真田信繁は従五位下左衛門佐に叙任）。その後、年月日不詳ながら従四位下に昇叙し、侍従を本官に伊豆守を兼任する。文禄・慶長の役では肥前名護屋まで赴いている。

### 関ヶ原の戦い
秀吉死後、慶長5年（1600年）に失脚していた五奉行の石田三成が挙兵する。父（妻の山手殿は石田三成の妻と姉妹という説があり、この山手殿は信幸・信繁の兄弟にとって実母でもある）と弟の信繁（妻が西軍幹部の大谷吉継の娘である竹林院）は三成らの西軍に付いたのに対し、家康の養女かつ徳川重臣の本多忠勝の娘の小松姫を妻とする信幸は家康らの東軍に参加することを決め、家康の息子で東軍主力隊の徳川秀忠軍に属して上田城攻め（第二次上田合戦）に参加する。戦いの前に本多忠勝の息子で信幸の義弟（妻・小松姫の弟）である本多忠政と共に父昌幸の説得に赴いたが、結局失敗に終わったとされる。
信幸は信繁が防衛する戸石城の攻略を命じられたが、真田兵同士の消耗を避けるため開城請求の使者を派遣、弟信繁も信幸の意を汲み開城に応じた。信幸は入城後守備し、信繁は昌幸のいる上田城へ撤退した。なお、秀忠軍本隊は家康の使者の遅れもあって、家康本隊との合流に遅れて関ヶ原の戦いには遅参し、本戦には参加できなかった。

### 幕藩体制下

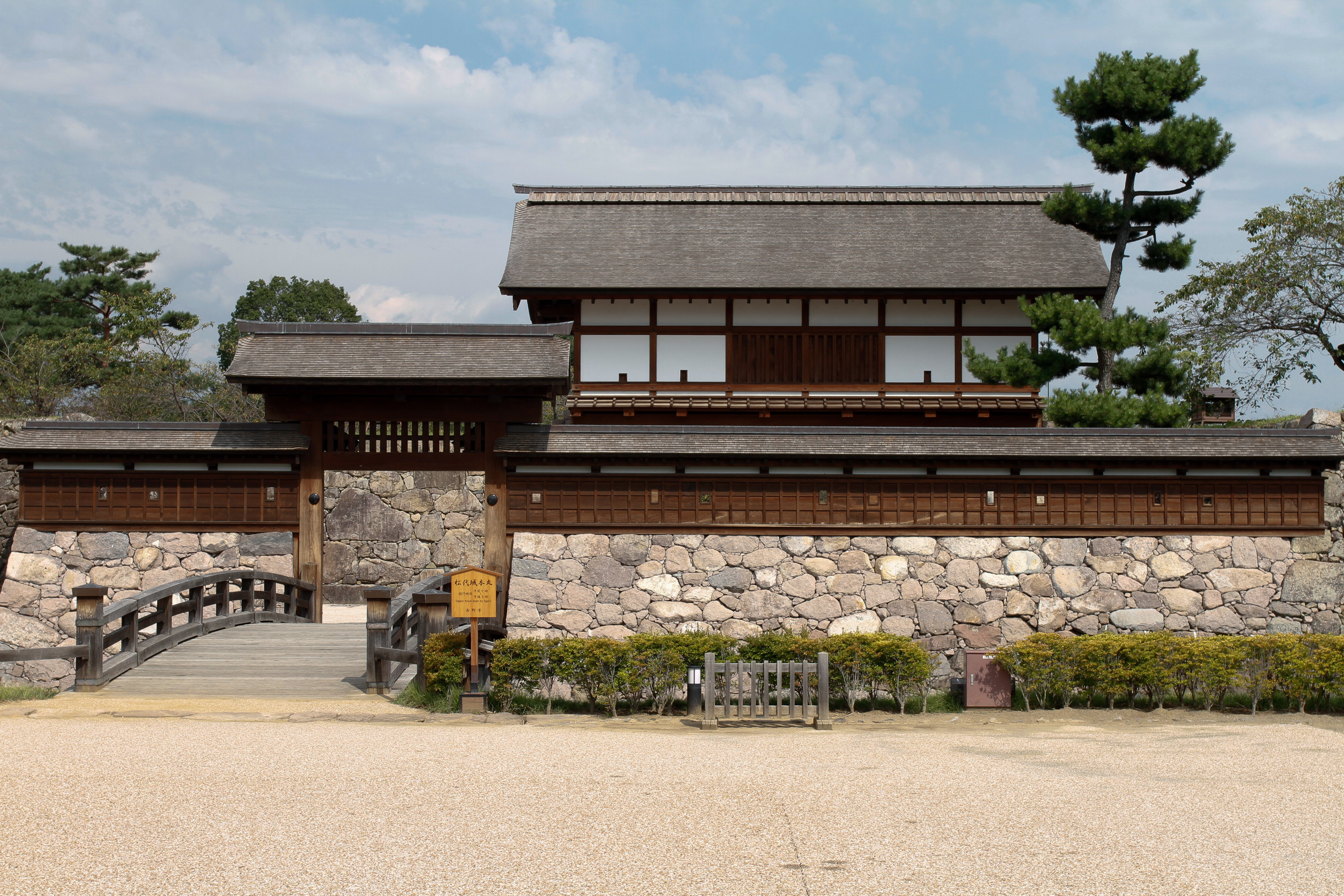
松代城址

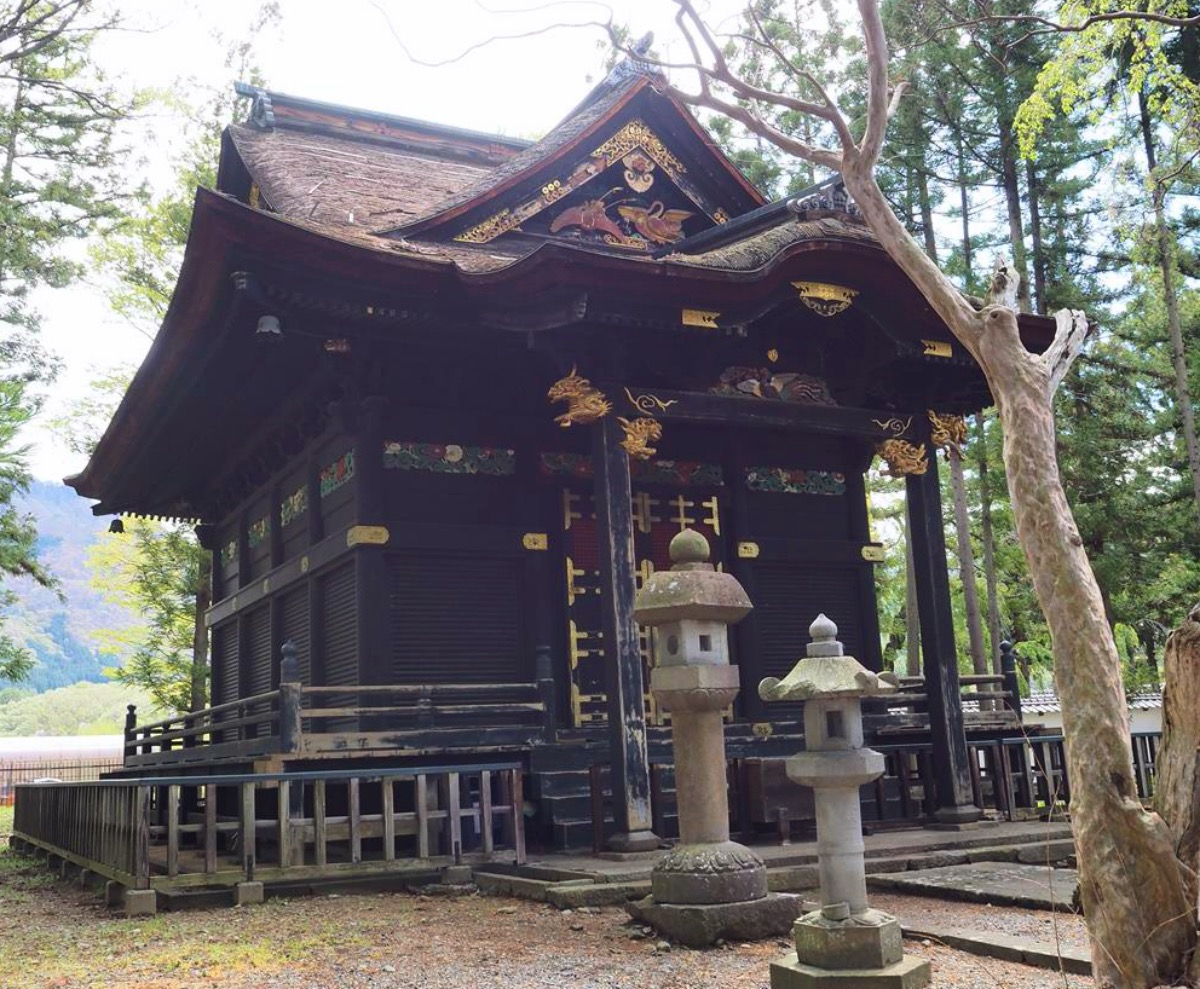
長国寺の真田信之霊屋（重要文化財）

戦後、昌幸の旧領に加え3万石を加増されて9万5,000石（沼田3万石を含む）となり上田藩主となったが、上田城は破却を命じられた（上田城の再建修築は、後に上田藩主として入った仙石氏が行う）。引き続き沼田城を本拠とした。信幸は昌幸らの助命を嘆願し、西軍に付いた父との決別を表すために、名を信幸から信之に改めている（なお、慶長13年（1608年）から17年（1612年）までは再び「信幸」と文書に署名していることを踏まえて、平山優は単純に家康を憚って父の名に由来する「幸」を捨てたとは言えないとしている）。義父・本多忠勝の働きかけもあり、昌幸らは助命され紀伊国九度山へ流罪となる。その後、父が亡くなった折に父の葬儀を執り行えるよう幕府に許可を願い出たが、許されなかった。
信之が上田領を継いだ頃、第二次上田合戦や相次いだ浅間山の噴火で領内は荒廃しており、その後も浅間山の噴火や気候不順など天災が相次いだが、信之は城下町の整備や堰や用水の開削、年貢の減免など様々な政策を行って領内の再建に苦闘する一方、九度山にいる父や弟への援助を続けていた。
慶長19年（1614年）からの大坂の陣では病気のために出陣できず、長男の信吉と次男の信政が代理として出陣した。元和8年（1622年）10月、信濃松代に加増移封され、13万石（沼田3万石は継承）の所領を得る。
明暦元年（1656年）、長男の信吉や嫡孫で信吉の長男・熊之助が既に死去していたため、次男の信政に家督を譲って隠居する。しかし万治元年（1658年）2月に信政も死去した。この時、真田家では後継者争いが起こり、長男の血統（信吉の次男）である沼田城主・信利が次男の血統（信政の六男）である幸道の家督相続に異議を唱えて幕府に訴える事態となり、幕府や縁戚の大名を巻き込んだ騒動となる。最終的には幸道が第3代藩主となり、2歳の幼少のために信之が復帰して藩政を執った（この騒動により信利の領地は沼田藩として独立し、松代藩は10万石となる）。
同年10月17日に死去。享年93。辞世は「何事も、移ればかわる世の中を、夢なりけりと、思いざりけり 」。
墓所は長野県長野市の大鋒寺にあり、肖像画も所蔵されている。また、真田家の菩提寺長国寺には、藩祖信之の霊屋など歴代藩主の墓所が設けられている。真田家は江戸時代を通じて存続し、途中で養子が入り信之の系統は断絶したものの、幕末に幸貫が老中となっている。明治維新後に子爵（後に伯爵）家となった。

## 人物・逸話
- 93歳と当時としては非常に長寿であった信之だが、30代の頃から病気がちであり、40代以降は「手の痛み」「疲れ」「腫れ物」などで病に臥せっていることが多かった[10]。元和2年、51歳の時にはマラリアを病み、徳川家康の病気見舞いに行けずに、代わりに長子の信吉を駿河に遣わしている[11]。翌年の5月16日にも江戸への参勤を一日延ばしており、周期的にマラリアの発作を起こしていたとみられる[12]。76歳の寛永18年2月には腫物に苦しめられている[11]。

- 豊臣政権時代、信之が最も親しく交流していた秀吉の家臣は真田氏の取次を担当していた石田三成であり、その交友関係は他の大名にも知られるところであった。「真田家文書」には14通もの三成からの書状が残されている[13]。
- 明治になって真田家伝来の家康拝領の短刀が入っていると思われていた長持に、三成からの書状など真田家にとって不利になる危険な機密書類が納められていた事実が判明した。生前から叔母の夫である三成とは懇意の仲で手紙のやり取りが多かった。これらを寝ずの番を付けてまで保管しており、松代移封を不服に思い藩政の重要書類を焼き捨てた信之が、徳川に対する反骨の意味で隠したものだと言われている[14]。
- 前田利益とは懇意の仲であり、信長の死も利益から聞かされたという。その時、信幸は大将となって佐久・小県をおさえるため軍勢を率いて進んでいたが、敵か味方かも定かではない真田軍を相手に信長の死を明かした利益の態度に感心し、軍勢を引き上げた（『加沢記』『滝川一益事書』）。
- 天正10年（1582年）10月、離反した真田氏征伐の為、北条氏は沼田へと軍を向ける。当時17歳の信幸を大将とし真田軍800は手子丸城救援の為に駆けつけるも、時既に遅く城は陥落、城主・大戸真楽斎とその弟（子とも）・但馬守は自害してしまう。信幸は真田氏家臣の唐沢玄蕃に命じて北条軍前衛を挑発、誘導し伏兵によりこれらを掃討する。真田軍の巧妙な戦術に対応しきれないまま、北条軍は兵力の消耗を恐れ篭城を選択した。正面に比べ警戒の薄い北の丸に着目した信幸は工作部隊を派遣。北の丸より侵入した工作部隊は「裏切者が出た」と叫びながら放火し、不意を突かれた北条軍は同士討ちを行う程の混乱に陥った。信幸はこの機を逃すことなく50人の決死隊を率い、自らも槍を取って突入する。前備の鎌原幸重を失うも正面に展開していた兵100名が挟撃し、ついに手子丸城本丸の奪還に成功した。世に平穏が訪れたのち、かつて手子丸城の守将であり、徳川将軍家旗奉行となっていた富永主膳は自身を打ち負かした信之の采配を絶賛し、昔話として幾度も語ったという。
- 第一次上田合戦の頃、徳川軍と連携して塩田平の土豪・杉原四郎兵衛が一揆を起こし、冠者ヶ嶽城などを根拠として真田氏に抵抗した際、敵方の城を巡見した信之は、身分の低い水出大蔵という馬丁の意見を容れて城を攻め落とし、水出には褒美を与えた。後年、信之はこの時のことを振り返って「水出は馬丁の立場で出過ぎた行動だったかもしれない。しかし彼は、あの地域のことを良く知っていた者である。戦場ではまず人の区別なく意見を聞き、道理に従い行動すべきである。身分が低いからといって、相手を侮り、水出の献策を用いなければ、あの城は一時で落とすことはできなかったであろう」と述べており、相手の身分に関係なく有用な意見は用いようとしていた[15]。
- いわゆる「真田の赤備え」は弟・信繁が大坂の陣で用いたのが有名だが、文禄2年(1593年)に秀吉から「武者揃」を命じられた信之が「いつものことくあか武者（赤備え）たるへく、指物はあかね」という指示を家臣に出しており、既に文禄年間には真田氏は甲冑と指物には赤を使用していた[16]。
- 2度の上田合戦や大坂の陣において真田家が徳川軍を苦しめたことや、大坂の陣の際には上田藩内から豊臣方に付いた弟・信繁に内通したり、信繁の下に馳せ参じた者がいた（信之はこれらの者を厳しく断罪している[17]。）ことから幕府に睨まれることが多く、そのために献身的に幕府の公役を務めたといわれる。
- 松代への転封に不服を持ち[注釈 2]、検地資料などの重要書類を焼き捨てた上で、さらに上田城の植木や燈籠などを全て引き抜き、持ち去ったと言われる。しかし、これらの逸話は出典がはっきりしておらず、実際は後に入った仙石氏には引継書類が引き渡されている。原則として転封の際の引継書類は前の藩主が一度幕府に提出し、検分を受けてから次の藩主に引き渡される（幕府への引き渡しがないと、家の存続にかかわる重大な事態になりかねない）ため、重要書類を破却したのは事実ではない[19]。また松代への移封は加増されているとは言え、徳川秀忠の嫌がらせの1つとされているが、実際は松代城は祖父・幸隆が参戦した川中島ゆかりの城で、信之以前は家康の子・松平忠輝や越前松平氏の松平忠昌、左衛門尉系酒井氏の酒井忠勝といった親藩や譜代の名門が配された要衝であることから、むしろ秀忠が信之を要地を任せるに足る人物だと評価していたことを示すものである。信之自身も重臣の出浦昌相に「誠に家の面目であり、何も言うことがないほど光栄なことだ（「誠家之面目外実共残無仕合ニ而」）」と書き送っている[20]。ただ、同時期に小野お通（初代）へ当てた手紙では故郷の地を離れる心細さが吐露されている[21]。
- 信之は書や詩歌に通じていた京都の才女・小野お通（初代）と親交があった。信之が上田から松代へ転封になった際、お通から見舞状を受け取った信之は、返書に松代藩領の川中島は西行が歌に詠んだ地であり、他にも姥捨山や更科の月、善光寺といった名勝が領内にあるので、ぜひとも松代に下って来てほしいと綴っている[22]。信濃の自然や名所旧跡への思い入れが深く、信之にとっての癒しの元といえる[12]。
- 信之の保養法は、湯治と信濃の自然鑑賞で、療養や江戸詰めの後などにしばしば草津温泉を利用している。効能を熟知していたとみえ、知人らにも勧めて幕臣の島田利正が湯治を計画するや、その面倒をみている[12]。
- 徳川頼宣[23]は信之のことを尊敬しており、自邸に招いては武辺話を熱心に聞いたという。後に信之は頼宣の子の具足親になったとされる逸話が残っている。
- 老境に入った信之はしばしば隠居願を幕府に出していたが、そのたびに酒井忠世や酒井忠勝から「将軍・徳川家綱が幼少なので、隠居せずに幕府を支えて欲しい」と慰留され、結局91歳になるまで隠居できなかった。隠居を認める際、家綱は信之を「天下の飾り」と表現している[24]。しかし、後継者となった信政はいつまでも家督が譲られないため父に恨みを抱き、家督相続後間もなく死去した際の遺言でも残った老父のことには一切触れなかった。この遺言を読んだ信之は、大いに立腹したと伝えられている[25]。なお、幕府が信之の隠居を認めなかったことで、後日家督を巡る騒動を招いたことから、40歳を過ぎた当主の隠居を容認するようになったとする研究もある[26]。
- 信之が死去した際は、家臣のみならず百姓までもが大いに嘆き、周囲の制止を振り切って出家する者が続出したという。百姓や町人も思い思いに冥福を祈る仏事を行ったとされ、家臣や領民にも慕われる名君であったと伝えられている[27]。

## 系譜
- 父：真田昌幸
- 母：山手殿
- 正室：小松姫 - 本多忠勝の娘
  - 男子：真田信政（次男）
  - 男子：真田信重（三男）
  - 女子：まん - 高力忠房室
  - 女子：まさ - 佐久間勝宗室
- 側室：清音院殿 - 真田信綱の娘
  - 男子：真田信吉（長男）
- 側室：右京 - 玉川秀政の娘
- 生母不明の子女
  - 男子：道鏡慧端

## 関連作品
小説
- 池波正太郎
  - 『錯乱』（1960年、第43回直木賞受賞作）
  - 『真田太平記』 （新潮文庫、1987年 - 1988年、週刊朝日連載：朝日新聞社、1974年 - 1983年）
- 今村翔吾
  - 『幸村を討て』（2022年、中央公論新社）
  - 『真田の夢』（『戦国武将伝 東日本編』収録、2023年、PHP研究所）

楽曲
- 三波春夫
  - 長編歌謡浪曲『真田軍記 沼田城物語』
  - 長編歌謡浪曲『続・沼田城物語 関ケ原前夜』
- さくらゆき
  - 『弧月』（作詞：小栗さくら、作曲：田中俊輔）
  - 『雁金の空』（真田信之・信繁幼少期イメージ曲／作詞・作曲：小栗さくら）
  - 『魂の絆』真田4代（幸隆・昌幸・信之・信繁・大助・大八）イメージ曲（作詞：小栗さくら、作曲：小池勝彦）

テレビドラマ
真田信之が主人公のテレビドラマ
- 『真田太平記』（NHK新大型時代劇、1985年、演：渡瀬恒彦）

真田信之が登場するテレビドラマ
- 『関ヶ原』（TBS、1981年、演：西田健）
- 『真田丸』（NHK大河ドラマ、2016年、演：大泉洋）
- 『どうする家康』（NHK大河ドラマ、2023年、演：吉村界人）

ゲーム
- 『戦国無双シリーズ』（4、4-II、Chronicle3、〜真田丸〜）（コーエーテクモゲームス、2014年 - ）声：小野大輔
- 『戦国BASARA 列伝シリーズ 真田幸村伝』（カプコン、2016年）声：細谷佳正